# Lavinia Bonsignore
Lavinia Bonsignore (Roma, 30 settembre 1981) è una costumista italiana, vincitrice del Ciak d'oro per i migliori costumi nel 2021.

## Biografia
Il suo debutto cinematografico avviene nel 2014.

## Filmografia
- Bolgia totale, regia di Matteo Scifoni (2014)
- Soledad, regia di Agustina Macri (2018)
- Il silenzio grande, regia di Alessandro Gassmann (2021)
- Mimì - Il principe delle tenebre, regia di Brando De Sica (2023)